# Domaća oskoruša
Domaća oskoruša (domaća jarebika, lat. Cormus domestica; sin. Sorbus domestica) je bjelogorična vrsta drveća iz porodice Rosaceae. nekada je ukljućivana u rod Sorbus, danas i vlastiti rod Cormus

## Povijest
Oskoruša se spominje još u antičko doba, prije svega u tekstovima rimskog autora Plinija Sekunda, od Grka je spominju Teofrast (371. – 285. prije Krista) i Dioskurid (oko 60 godine po Kristu). 
U Paladiusovu djelu "De re rustica" ( prvo stoljeće po Kristu) nalazimo i prve naputke o uzgoju oskoruše, a također opisuje i izradu vina i octa od oskoruše te podloge i vrijeme cijepljenja. Kasnije se spominje u djelima Hildegarde od Bingena te Albertusa Magnusa. Početkom osamnaestog stoljeća bilo je poznato 27 sorata oskoruše!

## Rasprostranjenost
Rasprostranjena je u južnoj i srednjoj Europi, sjevernoj Africi, na Krimu i u Maloj Aziji. Teško je odrediti točne granice prirodne rasprostranjenosti, jer je od davnina sađena i spontano proširena. Težište areala je na Balkanskom poluotoku, Apeninskom poluotoku i u južnoj Francuskoj. U Hrvatskoj raste u šumama hrasta crnike, hrasta medunca i bijelog graba. U kontinentalnom dijelu je rijetka. Također dolazi kultivirana, u voćnjacima, uz vinograde, putove i sl.

## Izgled
Oskoruša je 15-20 (<30) m visoko drvo široke, okruglasto jajaste krošnje, promjera do 60 (<100) cm. 
Kora je pepeljastosiva, crvenkastosmeđa do tamnosiva, djelomično se odlupljuje, kasnije je duguljasto pločasto ispucala. Korijenov sustav je srcolik s više razgranatih, dobro razvijenih žila srčanica. Izbojci su žućkastosmeđi, goli, djelomično pokriveni sivkastim slojem epiderme, posuti lenticelama. Kratki izbojci su brojni i prstenasto smežurani. 
Pupovi su spiralno raspoređeni oko izbojka, oko 1 cm dugački, jajasto stožasti, tupo ušiljenog vrha, pokriveni većim brojem ljusaka. Ljuske pupova su široke, ljepljive, zelenkaste, djelomično crvenkaste, s tamnijim rubovima, gole, sjajne. Vršni pup je veći i izduženiji od postranih pupova, koji su djelomično priklonjeni uz izbojak, otklonjenih vrhova. Lisni ožiljak je trokutast do polumjesečast, s pet tragova provodnih snopića. 
Lišće je 15 - 18 cm dugačko, neparno perasto sastavljeno od 11 do 21 liske, koje su usko duguljaste, 3-8 cm dugačke, simetrične osnove, oštro napiljenog ruba, odozgo gole, odozdo pahuljasto pustenaste, kasnije gole i plavkastozelene, u jesen pocrvene. Palistići rano otpadaju. 
Cvjetovi su dvospolni, entomogamni, bijeli, oko 1,5 cm široki, 35 - 75 cvjetova skupljeno u 6 - 10 cm široke gronje. Lapova časke i latica ima 5, prašnika 20, plodnih listića 5, potpuno su srasli, vratova tučka 5. Cvjetanje je u svibnju i lipnju. 
Prividni plodovi su sočni, jabučasti ili kruškoliki, do 3 cm dugački, žućkastozeleni do smećkasti, posuti lenticelama, a s osunčane strane crvenkasti. Trpko su kiselkastog okusa, a tek nakon stajanja i prvih mrazova postaju smeđi, mekani, ukusni i slatki. Dozrijevaju u rujnu i listopadu, sadrže 5-6 sjemenki, koje su do 7 mm dugačke, široko jajaste, spljoštene, ušiljenog vrha, smeđe, više ili manje sjajne. Sjeme raznosi divljač, ptice i glodavci.

## Ekološka svojstva
Raste sporo (osim u mladosti), a doživi starost 200-300 (-500) godina. Heliofilna je i kalcifilna vrsta, koja samo u ranoj mladosti djelomično podnosi zasjenu. Preferira toplu i blagu klimu. Nema posebne zahtjeve za tlom, ali najbolje uspijeva na dubokim i plodnim tlima. Dobro podnosi sušu (slično kao hrast medunac), a osjetljiva je na kasne proljetne mrazove (nešto manje nego hrast kitnjak). Zimi izdrži temperaturu do –30 °C. Osjetljiva je na kompeticiju drugih vrsta. Pionirska je vrsta sa širokom ekološkom valencijom. Javlja se pojedinačna ili u manjim grupama na nadmorskoj visini do 1400 m (u mediteranskom području), a u srednjoj Europi do 650 m. 

## Korisnost
Tvrdi plodovi oskoruše su opori, gorki i kiseli. Tek poslije kraćeg stajanja, kad promijene boju u smeđu, postaju mekani, ukusni i slatki. Plodovi se jedu sirovi, a mogu se i preraditi u marmelade i kompote. Upotrebljavaju se i kao dodatak kod proizvodnje jabukovače ili se prerade u rakiju od oskoruša. Oskoruše sadrže 9 -17% šećera (znatno više fruktoze nego glukoze). U prezrelom voću ima i nešto alkohola sorbita (0,8-1,2 %)i jabučne kiseline (0,6%), trijeslovina(0,03-0,7 % ), dušičnih tvari i dosta celuloze. Od vitamina sadrže od 5 -60 mg% asorbinske kiseline i o,4 - 12 mg% karotena.Leukoantocijani 80mg/100 g,katehini 660 mg/100g,flavonoli 50 mg/100g. Plodove vrlo rado jedu srne i jeleni. Od drveta oskoruše proizvodi se poljski alat, kundaci za puške, klompe, palice za biljar, modeli za kovinske odljeve, čembala, škotske gajde i skupocjeni namještaj.

## Sorte
Njemačke sorte "Sossenheimer Riesen" ,"Bovender Nordlicht","Christophs Apfel" ,"Sossenheimer Schraube" ," Frauensteiner"
Srpske sorte Gornja Trepča, Parmenac, Topola, Loznica - 2.  Ukrajinske sorte Barvinok 1, Barvinok 2, Botsadovskaja, Karadagskaja, Medvedivskaja, Rumjanoe jabločko, Rumjanaja gruška. Talijanske sorte Sorbo autunnale,Sorbo mela ottobrina, Sorbo pera maggiore settembrina. Engleska sorta Signalman.

## Vanjske poveznice
http://www.foerderkreis-speierling.de/download/Speierling_Buch.pdf